# Netelia johnsoni
Netelia johnsoni är en stekelart som först beskrevs av William Harris Ashmead 1900.  Netelia johnsoni ingår i släktet Netelia och familjen brokparasitsteklar. Inga underarter finns listade i Catalogue of Life.